# Paulo Barbosa da Silva
Paulo Barbosa da Silva (Sabará, 25 de janeiro de 1790 - ?, 28 de janeiro de 1868) foi mordomo-mor da Casa Imperial do Brasil e deputado pela então província de Minas Gerais. A sua participação na fundação da cidade de Petrópolis foi decisiva quando mobilizou o seu companheiro de arma, o engenheiro major Júlio Frederico Koeler.

## Biografia
Paulo Barbosa da Silva era filho do Coronel de milícias Antônio Barbosa da Silva e Anna Maria de Jesus, filha de Antonio Ribeiro Pinto. Aos 14 anos ingressou no exército português no Brasil na categoria de cadete, em que se viu efetivado em 1808. Em 1810 foi promovido a alferes e no mesmo ano, por ordem Capitão General Marquês de Palma, torna-se inspetor das minas de ouro. 
Em 1812 para a Guerra do Paraguai. Em 1818 ingressa na Escola Militar. É elevado a Tenente e recebe o Hábito da Ordem de Cristo. Mais tarde passa a Capitão, quando em 14 de setembro de 1821 passa para o Imperial Corpo de Engenheiros da Escola Militar. Em 1824 é nomeado Comandante do Forte Irajá. Recebe o Hábito de Aviz. 
Em 1826 é enviado à Europa para aperfeiçoamento de seus estudos. É nomeado adido à Legação do Brasil na Rússia, servindo na Inglaterra e em Viena, Áustria. É portador do contrato de casamento de D. Pedro I com a Princesa Amélia de Lenchtenberg, futura Imperatriz do Brasil.
Esteve presente na cerimônia de Sagração e de Coroação de d. Pedro II em 18 de julho de 1841, na função de mestre-sala ou de cerimônias, segurando a insígnia do mestre de cerimônias.
Após a queda de José Bonifácio de Andrada e Silva, Paulo Barbosa da Silva exerceu o cargo de mordomo-mor da Casa Imperial. Em 1837 foi alçado ao posto de major e, em 1839, ao de tenente-coronel. Em 1840, o Imperador Dom Pedro II confirmou-o na posição de mordomo-mor.
Em 1843, Paulo Barbosa da Silva, no auge de sua carreira na corte, é promovido a coronel e, um ano depois, reformado como brigadeiro. É a época em que, por iniciativa do major Júlio Frederico Koeler, que se manifestara antigo defensor da colonização germânica da Serra da Estrela, adere à causa do fundador de Petrópolis, com o qual assina um contrato em sua qualidade de mordomo da Casa Imperial como decreto. No documento Paulo Barbosa da Silva aluga ao major, sob condições claras e determinadas, a fazenda que adquirira Dom Pedro I chamada Córrego Seco.
Ameaçado de morte e odiado por certos políticos do segundo reinado, Paulo Barbosa da Silva vê-se forçado a exercer novamente cargo na diplomacia. Em 1848 é enviado para a Rússia, Alemanha, Áustria e, muito enfermo, na França, onde se demitiu em 1851.
Regressou ao Brasil em 1854, para voltar à mordomia - agora sem a autonomia e a importância do passado - e morrer em 28 de janeiro de 1868.